# Gong Qiuxia
Gong Qiuxia (龚秋霞, 4 décembre 1916 – 28 mai 1992) est une chanteuse et actrice chinoise active principalement dans les années 1940. Elle est l'une des « Sept grandes étoiles de la chanson (en).

## Biographie
Gong Qiuxia est née sous le nom de Gong Shashan (龚莎莎). En 1933, il se rend en Asie du Sud-Est pendant une tournée de la troupe de la fleur de prune de Shanghai. Elle débute au théâtre dans la pièce Les Cinq généraux tigres (en). Elle est également danseuse de claquettes. Ses premiers films mettent en avant sont triple talent (comédienne, chanteuse, danseuse). Le public la surnomme affectueusement la « Shirley Temple plus âgée ».
En 1936, elle joue dans son premier film, Père, Mère, Fils, et Fille. Dès 1937, elle commence à s'impliquer dans la réalisation. Elle est connue pour ses rôles de femmes aux foyers.
De 1938 à 1980, elle joue dans de nombreux films dont Quatre filles qui lui fait gagner le surnom de « Grande sœur ».
Dans les années 1930, elle est considérée comme l'une des trois grandes chanteuses de mandopop avec Zhou Xuan et Bai Hong.
Elle meurt en 2004 à Hong Kong.